# Knut (lední medvěd)
Knut (5. prosince 2006 – 19. března 2011 v Zoo Berlín) byl v zajetí narozený samec medvěda ledního, který se na jaře 2007 stal předmětem mezinárodní popularity. Po svém narození byl matkou odvrhnut, proto byl vychováván (a krmen z láhve) svým ošetřovatelem Thomasem Doerfleinem (zemřel 22. září 2008).
Knut a jeho bratr se narodili 5. prosince 2006 po bezproblémovém těhotenství Tosce, dvacetileté samici medvěda ledního. Stal se tak prvním medvědem ledním narozeným v berlínské Zoo po více než třiceti letech. Tosca, která přišla do Zoo z cirkusu, Knuta i jeho bratra odmítla. Po čtyřech dnech Knutův sourozenec zemřel a Knut sám byl pracovníky Zoo matce odebrán. Prvních 44 dní svého života strávil v inkubátoru.
23. března 2007 byl Knut poprvé představen veřejnosti. Berlín navštívilo okolo 400 novinářů z celého světa, aby o této události informovali.
Německý ministr životního prostředí Sigmar Gabriel Knuta, který se stane maskotem konference týkající se ohrožených druhů konané v Bonnu roku 2008, oficiálně adoptoval. Fotografka Annie Leibovitz pořídila fotografie Knuta, které budou použity během kampaně zaměřené na životní prostředí, jejímž účastníkem je i květnové „Zelené vydání“ Vanity Fair 2007.

## Kontroverze
Německý bulvární deník Bild citoval ochránce práv zvířat Franka Albrechta, který řekl, že Knut měl být raději zabit, než týrán a ponižován tím, že je vychováván jako domácí mazlíček. Tím, že jej udržela naživu, Zoo porušila legislativu o ochraně zvířat. Wolfram Graf-Rudolf, ředitel Zoo v Cáchách prohlásil, že „člověk by musel mít kuráž, aby nechal tohoto medvěda zemřít“ poté, co byl matkou odmítnut. Argumentoval, že medvídě „trochu zemře“ pokaždé, když je odděleno od svého opatrovatele. Zoo Berlín se od té doby dostalo velké podpory v její péči o medvídě a slíbila, že mu nebude ublíženo. Albrecht, který není členem žádné organizace na ochranu práv zvířat, později prohlásil, že byl chybně citován – domníval se, že pro Knuta nebylo vhodné, aby byl vychováván lidmi, ale nevolal po Knutově smrti. „Pokud samice ledního medvěda své mládě odmítla, pak věřím, že zoologická zahrada musí naslouchat instinktu přírody,“ vysvětlil Albrecht. „V přírodě by mládě zemřelo.“ Díky publicitě věnované tomuto tématu se Knut stal známým i mezinárodně.

## Komerční úspěch

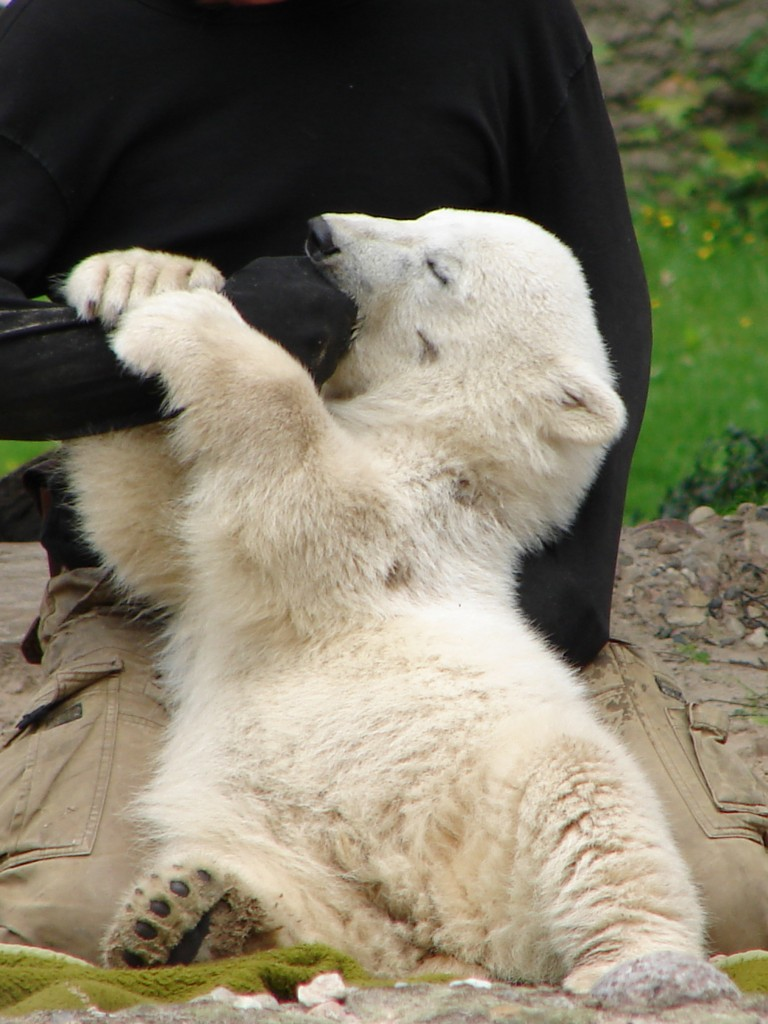
Knut s ošetřovatelem

Berlínská Zoo si koncem března zaregistrovala Knuta jako obchodní známku. Následně stoupla na Berlínské burze hodnota jejích akcií z běžných asi €2000 na více než dvojnásobek a o pouhý týden později již činila €4820.
Nejen zoologická zahrada profitovala ze zájmu o Knuta: několik společností nabízí produkty spojené s Knutem, od melodií pro mobilní telefony až po plyšové hračky. Společnost Haribo vyrábějící cukrovinky se v dubnu 2007 rozhodla vyrábět sladkosti ve tvaru Knuta s malinovou příchutí a slíbila berlínské Zoo podíl na zisku. Jedna společnost dokonce vyrobila pastilky proti kašli s motivem Knuta. Stal se též tématem několika písní. Nejúspěšnějším se stal singl „Knut Is Cute“ (Knut je roztomilý) a píseň devítileté Kitty z Köpenicku s názvem „Knut, der kleine Eisbär“ (Knut, malý lední medvěd). I ta byla vydána jako singl. Knut se 29. března 2007 objevil také na titulní stránce německého vydání časopisu Vanity Fair.

## Zdraví
Knut byl prvním ledním medvědem po více než 30 letech, který se narodil a přežil v berlínské Zoo. Po narození byl velký asi jako morče a čelil téměř jistému rozsápání svou matkou. 16. dubna 2007 Knut nebyl ukazován veřejnosti z důvodů bolesti zubů, která byla způsobena rostoucím pravým horním špičákem.

## Výhrůžky smrtí
Ve středu 18. dubna 2007 krátce před 15 hod. obdržela Zoo anonymní fax, kde bylo napsáno „Knut ist tot! Donnerstag mittag.“ (Knut je mrtvý! Ve čtvrtek v poledne.). V reakci na tuto výhrůžku policie posílila bezpečnostní opatření týkající se medvíděte a termín uvedený ve výhrůžce minul bez jakéhokoliv incidentu nebo zranění Knuta.

## Smrt
Knut nečekaně uhynul ve věku čtyř let 19. března 2011, když se náhle začal podivně motat a poté zkolaboval a zřítil se do svého bazénu, kde se utopil dříve, než mohl být ošetřovateli vytažen. Stalo se tak před několika stovkami jeho fanoušků, jeho poslední chvilky byly zachovány na videozáznamu. ZOO vydala po pitvě prohlášení, že na jeho mozku byly nalezeny rozsáhlé změny, které mohly být příčinou události. Později, když byla provedena další vyšetření, byla tato teorie potvrzena s upřesněním, že příčinou zmíněných změn byla déletrvající virová infekce, která zasáhla mozek a míchu. V roce 2015 byla vydána zpráva, že Knut zemřel na důsledky autoimunitního zánětu mozku, tzv. anti-NMDA receptorové encefalitidy.